# Emanatismo

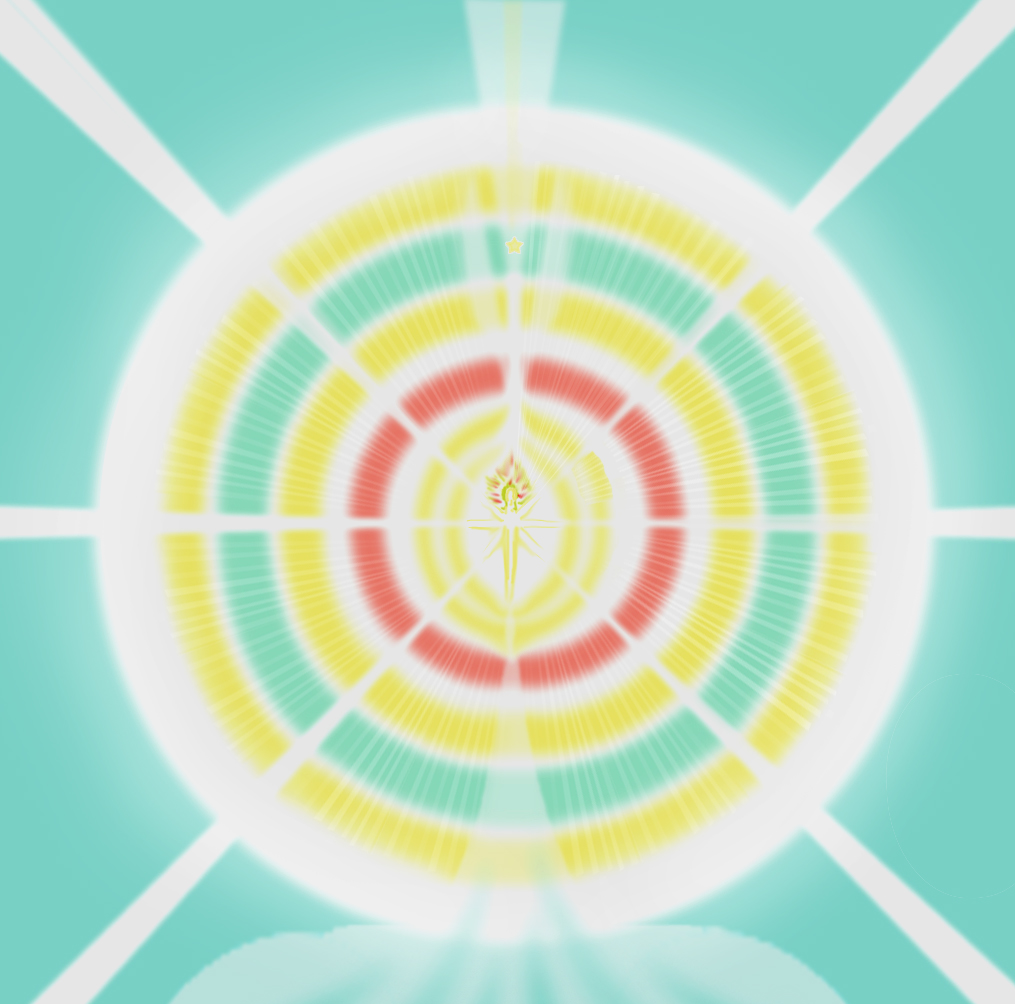
Emanazione di diversi corpi aurici a partire da un nucleo centrale, in un disegno di Geoffrey Hodson da Il Regno degli Dei (1952)

L'emanatismo, talora definito anche emanazionismo (dal latino e-manare, «scorrere fuori da» e quindi, per estensione, «trarre origine da»), è una dottrina filosofica che asserisce l'origine delle cose e degli esseri da un principio originario da cui tutto si irradia e di cui tutti partecipano. Tale principio trascendente si oppone sia al creazionismo (in cui l'universo è "creato" da una divinità senziente ben distinta dalla sua creazione) sia al materialismo (che rifiuta ogni forma di trascendenza dietro la sostanza della realtà). 
Di derivazione orientale, l'emanatismo ha ricevuto la sua sistemazione nel neoplatonismo (Proclo e Plotino, in particolare), per il quale tutti gli esseri procedono, per emanazione necessaria, dall'Uno. 
(Plotino, Enneadi, V, 1, 6)

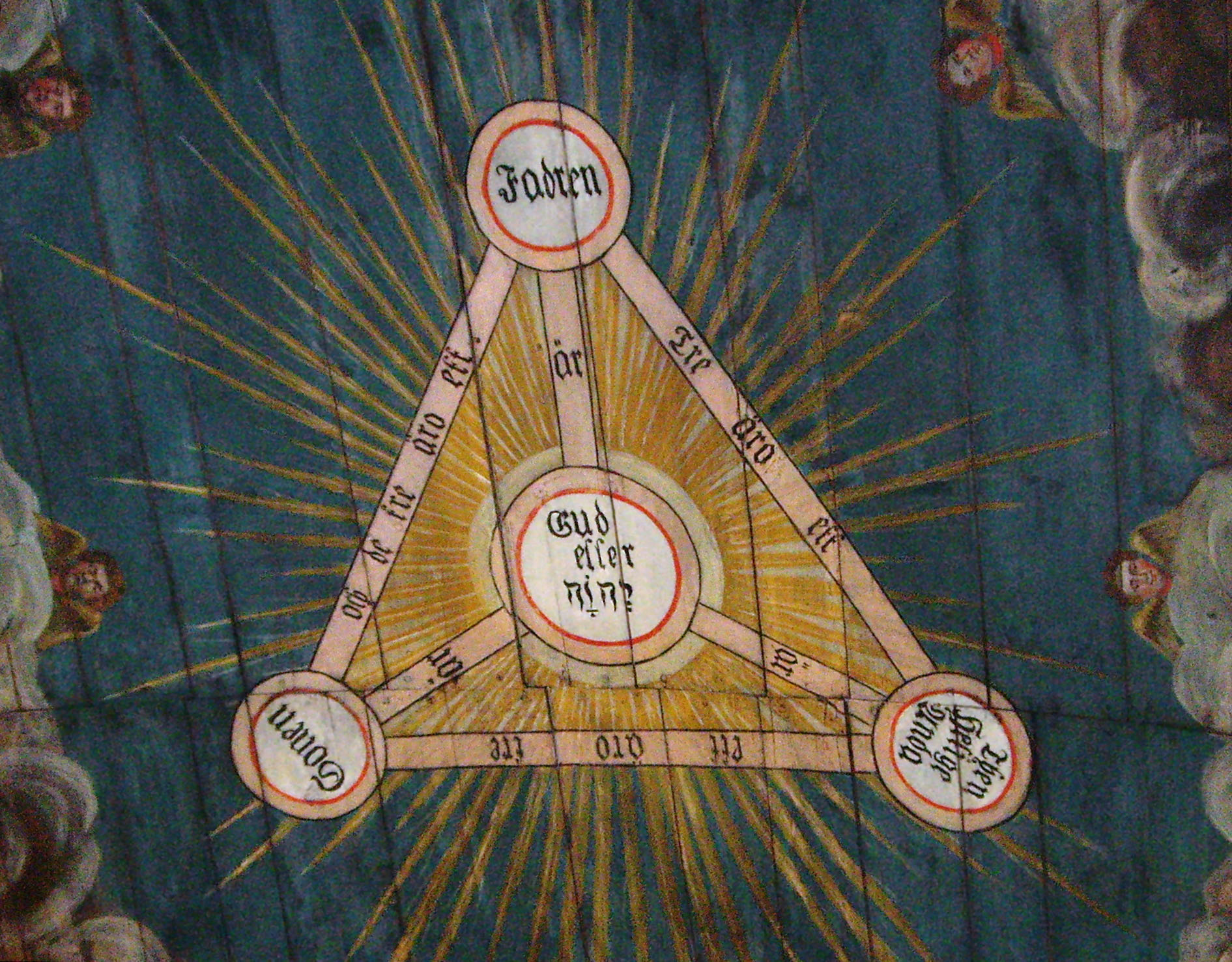
Una versione dello scudo della Trinità, con le tre Persone che emanano dalla stessa Sostanza divina, dipinto sul soffitto di una chiesa in Halland (Svezia) nel 1804.

Nelle Enneadi, Plotino definisce lo schema ciclico della derivazione dall'Uno secondo una scala di inferiorità che percorre i gradi dello Spirito, scendendo attraverso le ipostasi dell'Intelletto e dell'Anima fino alla materia, per compiere poi il ritorno dall'inferiore al superiore, reso possibile poiché nell'anima individuale umana sono immanenti tutti gli altri gradi. Questo ciclo rappresenta metaforicamente il passaggio dalla "luce" all'"ombra" e il ritorno alla "luce".
In epoche più recenti, sono stati ricondotti all'emanatismo per certi aspetti il naturalismo rinascimentale (ad esempio in Giordano Bruno «per cui Dio è risolto nel mondo», o nel panteismo di Baruch Spinoza, «per cui il mondo è risolto in Dio»), l'Uno di Jakob Böhme nel Seicento e certe forme trascendentali del pensiero romantico sulla natura nell'Ottocento.
Tutt'altro significato ha invece il termine "emanatismo" in Max Weber. Il filosofo tedesco infatti l'ha utilizzato in ambito molto ristretto nella sua polemica contro gli orientamenti metodologici del suo tempo che basavano "su presupposti metafisici" le proprie speculazioni intorno al principio fondante delle scienze storico-sociali.